# Fürstenhof (Bad Wildungen)

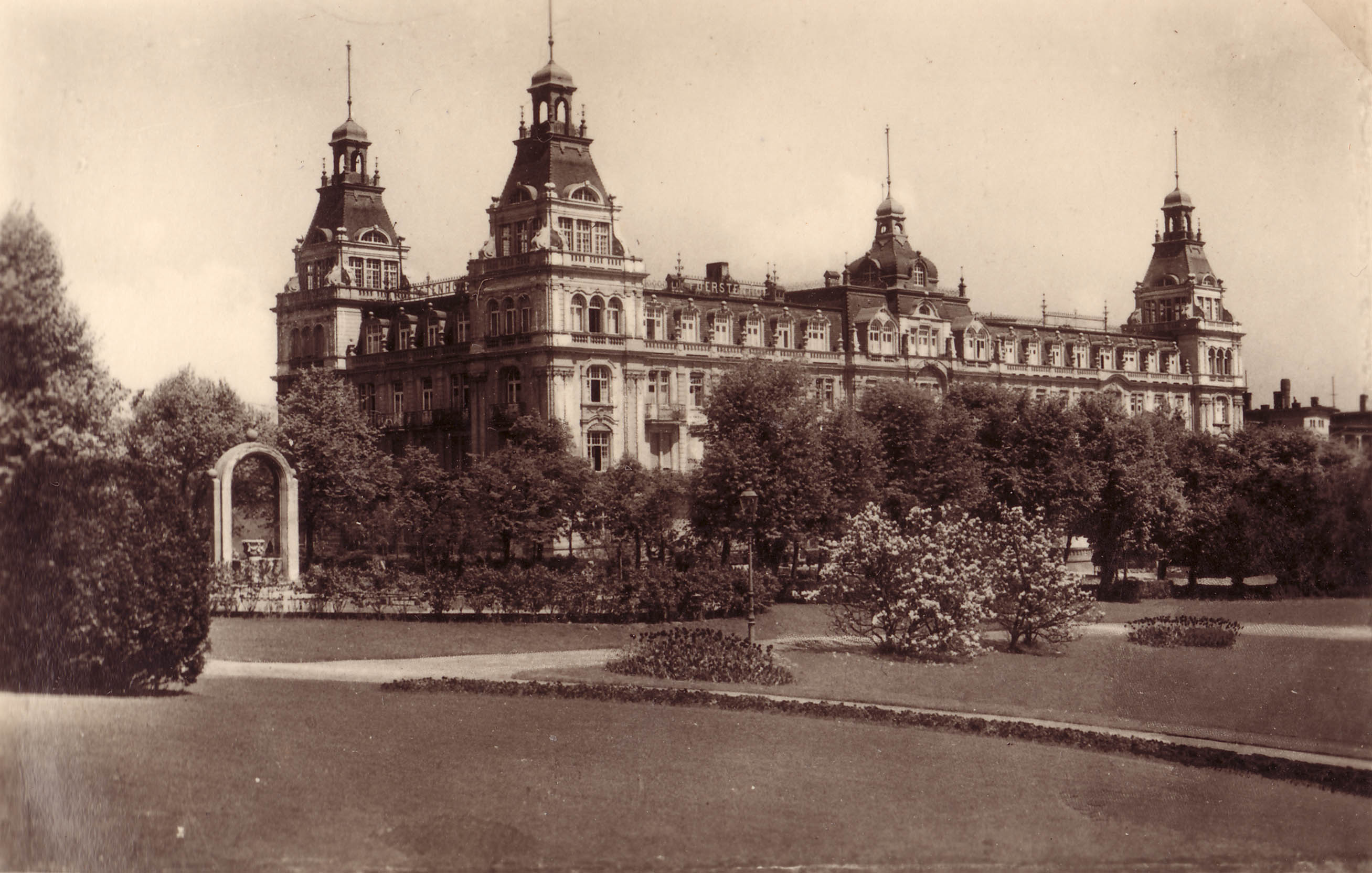
Fürstenhof (1953)

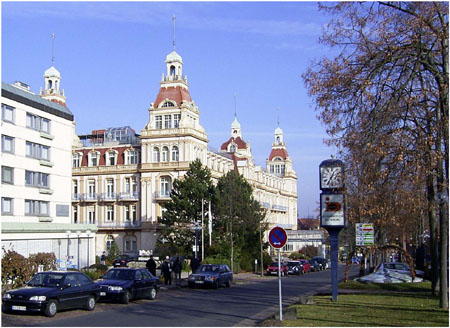
Fürstenhof (2003)

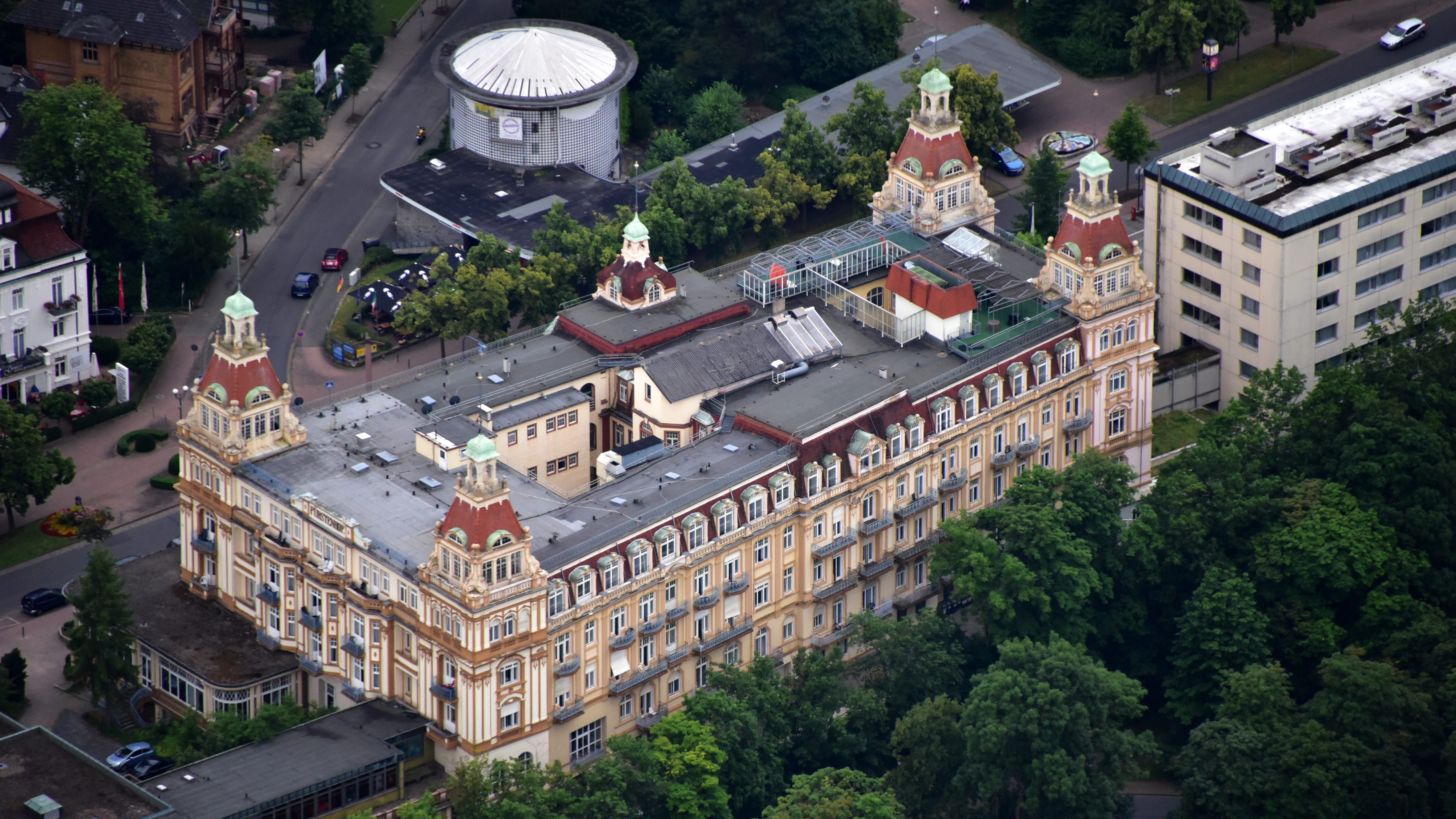
Fürstenhof (Schrägluftbild 2016)

Der Fürstenhof in Bad Wildungen ist ein ehemaliges Hotel, das heute als Klinik genutzt wird.

## Geschichte
Der erste Bauabschnitt des neobarocke Formen zeigenden Gebäudes wurde 1902 für einen ortsansässigen Hotelier vollendet. Als Betriebsgesellschaft für das Hotel wurde 1907 die Bad Wildunger Heilquellen-AG „Königsquelle“ gegründet, die außerdem Mineralwasser aus der Wildunger Königsquelle vertrieb.
Schnell erreichte das Haus einen weltweit bedeutenden Ruf. Vor allem Angehörige des russischen Adels verkehrten während ihrer Kur in dem Haus. Durch den Ausbruch des Ersten Weltkriegs und das dadurch bedingte Fernbleiben dieses Publikums begann der Niedergang des „Weltbads“ Bad Wildungen, der auch den Fürstenhof betraf. 
Durch die Umstrukturierung des Kurbetriebs in den folgenden Jahrzehnten konnte das Haus seinem Ruf als Luxushotel von Weltruf nicht mehr gerecht werden. Ende der 1960er Jahre wurde ein großer Teil der Inneneinrichtung versteigert.
Im Fürstenhof befindet sich heute die zu den Asklepios Kliniken gehörende Bad Wildunger Asklepios Fachklinik Fürstenhof, eine Fachklinik für Innere Krankheiten, Herz-Kreislauf- und Gefäßkrankheiten, Anschlussheilbehandlung (AHB + AR), Medizinische Rehabilitation und Vorsorge.